# Neurypexina kalinzu
Neurypexina kalinzu är en fjärilsart som beskrevs av Henry Stempffer 1950. Neurypexina kalinzu ingår i släktet Neurypexina och familjen juvelvingar. Inga underarter finns listade i Catalogue of Life.